# Кенеський сільський округ (Павлодарський район)
Кене́ський сільський округ (каз. Кеңес ауылдық округі, рос. Кенесский сельский округ) — адміністративна одиниця у складі Павлодарського району Павлодарської області Казахстану. Адміністративний центр — село Новоямишево.
Населення — 2375 осіб (2021; 2308 у 2009, 2349 у 1999, 2789 у 1989).
Станом на 1989 рік існувала Кенеська сільська рада (села Кенес, Комарицино, Новоямишево).

## Склад
До складу округу входять такі населені пункти:
| Населений пункт   | Старі назви | Населення, осіб (1989) | Населення, осіб (1999) | Населення, осіб (2009) | Населення, осіб (2021) |
| ----------------- | ----------- | ---------------------- | ---------------------- | ---------------------- | ---------------------- |
| Айтім-ауили, село | Кенес       | 605                    | 387                    | 346                    | 290                    |
| Каратогай, село   | Комарицино  | 329                    | 289                    | 244                    | 220                    |
| Новоямишево, село | -           | 1855                   | 1673                   | 1718                   | 1865                   |